# غلبيف (المهرة)

تعديل مصدري - تعديل

غلبيف هي إحدى قرى مديرية حصوين التابعة لمحافظة المهرة، بلغ تعداد سكانها 88 نسمة حسب تعداد اليمن لعام 2004.